# Warzywnica ozdobna
Warzywnica ozdobna (Eurydema ornatum syn. Eurydema ornata) – gatunek owada z rzędu pluskwiaków.  Występuje na terenach otwartych w niskiej roślinności. Żywi się sokami roślin z grupy krzyżowych. Występuje na terenie Europy, północnej Afryki, południowej i wschodniej Azji.